# Коањи
Коањи (фр. Coigny) насеље је и општина у северној Француској у региону Доња Нормандија, у департману Манш која припада префектури Кутанс.
По подацима из 2011. године у општини је живело 197 становника, а густина насељености је износила 43,78 становника/km². Општина се простире на површини од 4,5 km². Налази се на средњој надморској висини од 30 метара (максималној 36 m, а минималној 4 m).

## Демографија
| 1962. | 1968. | 1975. | 1982. | 1990. | 1999. | 2011. |
| ----- | ----- | ----- | ----- | ----- | ----- | ----- |
| 236   | 237   | 247   | 254   | 232   | 204   | 197   |

График промене броја становника у току последњих година